# Лоренц-фактор
Фа́ктор Ло́ренца, или ло́ренц-фа́ктор, га́мма-фа́ктор — безразмерная физическая величина, используемая в релятивистской кинематике, монотонно возрастающая положительная функция скорости. Названа по имени Г. А. Лоренца. Определяется как
{\displaystyle \gamma \equiv {\frac {1}{\sqrt {1-v^{2}/c^{2}}}},}
где v — скорость, c — скорость света в вакууме.
С увеличением скорости от 0 до c лоренц-фактор γ увеличивается от 1 до {\displaystyle +\infty .}
Связан с безразмерной скоростью β = v/c следующим образом:
{\displaystyle \gamma ={\frac {1}{\sqrt {1-\beta ^{2}}}},}
{\displaystyle \beta ={\sqrt {1-{\frac {1}{\gamma ^{2}}}}}.}
Лоренц-фактор равен гиперболическому косинусу быстроты φ:
{\displaystyle \gamma =\mathrm {ch} \,\varphi ;}
{\displaystyle \varphi =\mathrm {Arch} \,\gamma .}
Собственное время частицы обратно пропорционально её лоренц-фактору. Время, измеряемое равномерно движущимися часами в данной инерциальной системе отсчёта, замедляется в γ раз. Если частица (часы) движется с переменной скоростью, её собственное время, прошедшее между событиями А и В на её мировой линии, равно:
{\displaystyle \tau =\int _{A}^{B}{\frac {dt}{\gamma (t)}}.}
Например, собственное время мюона, летящего из верхних слоёв атмосферы со скоростью 0,99 от скорости света, замедляется по сравнению с координатным временем в {\displaystyle \gamma ={\frac {1}{\sqrt {1-0,99^{2}}}}\approx 7} раз, в результате время жизни такого мюона оказывается в 7 раз длиннее времени жизни покоящегося мюона.
Релятивистское сокращение длины движущегося объекта пропорционально его лоренц-фактору. Так, в системе отсчёта вышеупомянутого мюона Земля движется со скоростью 0,99с, и в результате расстояние между верхними слоями атмосферы и поверхностью Земли сокращается в 7 раз.
Отношение полной энергии частицы к её массе равно лоренц-фактору (с точностью до множителя с2). В частности, полная энергия покоящейся частицы равна её массе, а для ультрарелятивистской частицы её масса пренебрежимо мала по сравнению с энергией ({\displaystyle \gamma \gg 1}). Таким образом, полная энергия рассмотренного выше мюона (масса которого mμ = 106 МэВ/c2) примерно равна 7mμc2 = 740 МэВ.

## Численные значения

Лоренц-фактор γ как функция скорости. Начальное значение равно единице (когда v = 0); когда скорость стремится к скорости света (v → c), γ неограниченно возрастает (γ → ∞)

| Скорость (в единицах скорости света) | Лоренц-фактор           | Обратный лоренц-фактор    |
| {\displaystyle \beta =v/c}           | {\displaystyle \gamma } | {\displaystyle 1/\gamma } |
| ------------------------------------ | ----------------------- | ------------------------- |
| 0,000                                | 1,000                   | 1,000                     |
| 0,050                                | 1,001                   | 0,999                     |
| 0,100                                | 1,005                   | 0,995                     |
| 0,200                                | 1,021                   | 0,980                     |
| 0,300                                | 1,048                   | 0,954                     |
| 0,400                                | 1,091                   | 0,917                     |
| 0,500                                | 1,155                   | 0,866                     |
| 0,600                                | 1,250                   | 0,800                     |
| 0,700                                | 1,400                   | 0,714                     |
| 0,750                                | 1,512                   | 0,661                     |
| 0,800                                | 1,667                   | 0,600                     |
| 0,866                                | 2,000                   | 0,500                     |
| 0,900                                | 2,294                   | 0,436                     |
| 0,950                                | 3,203                   | 0,312                     |
| 0,980                                | 5,025                   | 0,199                     |
| 0,990                                | 7,089                   | 0,141                     |
| 0,999                                | 22,366                  | 0,045                     |
| 0,99995                              | 100                     | 0,01                      |
| ···                                  | ···                     | ···                       |
| 1,000                                | ∞                       | 0,000                     |